# Cis unicus
Cis unicus är en skalbaggsart som beskrevs av Perkins 1900. Cis unicus ingår i släktet Cis och familjen trädsvampborrare. Inga underarter finns listade i Catalogue of Life.